# Jósvafő
Jósvafő este un sat în districtul Putnok, județul Borsod-Abaúj-Zemplén, Ungaria, având o populație de 279 de locuitori (2011). 

## Demografie
Componența etnică a satului Jósvafő
     Maghiari (100%)
Componența confesională a satului Jósvafő
     Reformați (56,63%)
     Fără religie (3,23%)
     Necunoscută (40,14%)
Conform recensământului din 2011, satul Jósvafő avea 279 de locuitori. Din punct de vedere etnic, majoritatea locuitorilor (100,0%) erau maghiari.  Din punct de vedere confesional, majoritatea locuitorilor (56,63%) erau reformați, cu o minoritate de persoane fără religie (3,23%). Pentru 40,14% din locuitori nu este cunoscută apartenența confesională.